# 小川桃果
小川 桃果（おがわ ももか、1990年3月27日 - ）は、日本のAV女優。2021年3月、月島 花（つきしま はな）に改名。プライムエージェンシー所属。

## 略歴
千葉県出身。趣味は音楽鑑賞、特技は空手（黒帯）。
2015年5月、現役教師の触れ込みでアダルトビデオメーカー・マックス・エーの専属女優としてAVデビュー。
AV女優となったきっかけはスカウト。教職業は多忙さのわりに手取りが少なく、転職を考えていたところで、声をかけられ心が動いた。高校で物理の教師をしていたが内緒のアルバイトとしてグラビア撮影やAV出演したことが発覚して懲戒免職となった。
2016年5月13日、公式ツイッターで所属事務所をLANTANAに移籍したことを報告。
2016年6月11日、浅草ロック座でストリップデビュー。同年7月から2017年2月まで溜池ゴローの専属女優。
2017年7月7日、所属がLANTANAからディアスグループ（グループの一本化によるもの）となったことをツイッターで報告。
2021年3月、月島 花（つきしま はな）に改名。所属もプライムエージェンシーに移籍。
2025年時点では、AV新法公布で厳しい縛りを受けながらAV出演を続けるメリットが見出しにくくなったこと、子宮頸ガンを患ったことで引退宣言はしないもののフェードアウトの状態となった。性や柔軟運動の啓蒙活動を川奈桃果名義で活動を行っている。

## 人物
AVデビューが週刊誌にすっぱ抜かれた際に両親にもバレ、母親とは一時期復縁するも2025年時点では再びもめて連絡を絶っている状態。父、妹とも関係が改善することがない状態と述べている。ただしこれは今に始まったことではなく、幼少時より両親はケンカしており、暴力を振るわれるほどの複雑な家庭であり、デビューしたことでやっと自立ができたとしている。

## 出演作品

### アダルトDVD
2015年
- 新人 Dear TEACHER 現役の教師AVデビュー（5月8日、マックス・エー）
- 桃果先生、AV出るってよ（6月12日、マックス・エー）
- 生徒とお泊まり熱愛デート（7月10日、マックス・エー）
- 妄想実現劇場 反面教師（8月14日、マックス・エー）
- 桃果先生の裏バイト 極上風俗エスコート（9月11日、マックス・エー）
- 挑発メイド 桃果（10月9日、マックス・エー）
- 猛烈顔射とゴックン解禁（11月13日、マックス・エー）
- 本当にあった女教師狩り 終わらない悪夢（12月11日、マックス・エー）

2016年
- アリスJAPAN営業部入社半年 小川桃果が行く!! AV不況を乗り切ろう!! カラダを張ってユーザー様に自らの主演作品&自社グッズを販売して、新作AVを作ろう!!（1月8日、アリスJAPAN）
- 官能小説 赤い傘（2月12日、マックス・エー）
- 在職期間中に話題を沸騰させた元・本物女教師 溜池ゴロー専属移籍SPECIAL（7月13日、溜池ゴロー）
- 女教師監禁レ×プ －特別編－（8月13日、溜池ゴロー）
- 狂い咲き不倫乱交 温泉宿で出会った濃厚オヤジ達と性欲開放セックス（9月13日、溜池ゴロー）
- 痙攣絶頂オイルマッサージ マン汁垂れ流し監禁中出しエステ（10月19日、溜池ゴロー）
- 熱帯夜（11月19日、溜池ゴロー）
- 私、実は夫の上司に犯され続けてます… 〜特別編〜（12月19日、溜池ゴロー）

2017年
- 抵抗できない様に人体を固定され性具に堕とされた中出しダッチ妻（1月25日、溜池ゴロー）
- 夫の親友に犯され感じてしまった私…（2月25日、溜池ゴロー）
- 鏡の前で縛られて…（3月31日、ワープエンタテインメント）
- ウツ勃起！うちの巨乳妻を寝取ってください…NTR混浴温泉編（4月6日、ROCKET）他出演:有坂つばさ、かなで自由、水澤りこ、若菜まゆ
- NTR投稿!!僕の妻がこんなに下品だったなんて… 自慢の巨乳嫁がカラダだけが自慢のガテン系巨根オヤジに寝取られ妊娠までしていた話（5月1日、Fitch）
- 子供が欲しいデカ乳嫁が旦那とのSEXレス解消のためにソープマット購入! マイクロビキニ姿で待ち構え玄関開けるとまさかの旦那の父が! 憧れの巨乳嫁にヌルヌルローションで揉み心地のいいおっぱいを堪能するとフル勃起! 肌が触れ合う素股までのつもりがヌルっと生挿入! 息子に負けない子宮口直撃ピストンでイキまくる嫁に何度も中出し! 2（5月12日、V&R PRODUCE）他出演:推川ゆうり、日比乃さとみ、西尾れむ
- お色気P●A会長と悪ガキ生徒会（5月18日、グローリークエスト）
- ウチの嫁さんがお隣の坊ちゃんに毎日おしゃぶりさせられていました。（5月18日、ヒビノ）
- 募集ちゃんTV×PRESTIGE PREMIUM 34（5月19日、プレステージ）※「ももか」名義　他出演:りりこ、あいり、まいこ
- ヤラしい義父の嫁いぢり お義父さん、もう許して下さい…（6月1日、マドンナ）
- 302号の桃尻奥さん（6月8日、タカラ映像）
- 短期集中育成!猛烈!フルコミットコーチング!家に秘めた'雌'の解放 春原未来が3人のうぶな新人女優を変態痴女調教（6月15日、SODクリエイト）共演:春原未来、葉月もえ、藤波さとり
- 昭和の女・夜這い 村に嫁いだ都会の若妻の色香に村の男どもは欲望を抑えきれず夫の居ぬ間に夜這いして犯し縛り上げて慰み者にする村の性（6月15日、ヒビノ）
- 入寮したら男は僕一人ぼっちだった…（6月15日、アキノリ）共演:二宮和香、斉藤みゆ、卯水咲流、若槻みづな
- 人生初のおっパブでルールがわからず勃起チ○ポを丸出ししちゃったボク。　初めてのおっぱいパブに興奮しすぎたボクがハッスルタイム中にフル勃起したチ○ポを丸出しにしたら、やんわり「ここ風俗じゃないからちんちん出しちゃダメだよ」と優しく教えてくれた嬢。慌ててしまおうとしてもチ○ポはガチガチでなかなかおさまらない…。しかも慌てるボクの手がマ○コを刺激しすぎたみたいで嬢のスケベスイッチがオン!「これで隠してあげるから…」とドレスの中に隠してくれたけどパンティー越しでもハッキリわかるほど濡れ濡れ!結局ツルッと生挿入!しかも「もう出ちゃう!」って言ってるのに腰振り止めてくれないからそのまま中にタップリ出してしまいました。（6月19日、Hunter）共演:若槻みづな、西条沙羅、藤本紫媛、羽生ありさ、浜崎真緒 ほか
- 女に縁がなくモテた事のないボクはHしたくてもできません!そう悩んでいたら、いつもミニスカでソソる先生に声をかけられ悩み相談をしてくれることに!するとボクのダメっぷりに先生のSっ気がうずきだし…まさかのSEX指導!?散々チ○ポをいたぶられ中出しまでさせてくれました!!（7月6日、SOSORU×GARCON）他出演:朝比奈ゆめの、福崎ななか
- ネトラレーゼ まさか親父と親父の友達に妻が…年寄りの甘い言葉で寝取られた話し。（7月13日、タカラ映像）
- 競泳水着の女（7月20日、アキノリ）
- 兄公認寝取り! 子種欲しさに兄嫁とボクが中出しセックス!後日こっそり非公認ラブラブセックス! 実家で一緒に暮らしている兄夫婦が不妊で悩み、どうしても子供が欲しいのでボクに種を提供して欲しいと言ってきた!正直兄嫁は美人なので会う度にドキドキしていたが、まさか公認でヤレることになるなんて…!このラッキーすぎる展開に喜ぶもまさかの兄の監視つきセックス…。兄嫁もボクの精子だけが目当ての作業感満載のセックスでテンションも上がらず…。しかし、思いの外感じまくりながらも隠そうとしている兄嫁は、後日兄のいない時に、超感じまくりの非公認ラブラブセックスを再度求めてきた!（8月7日、Hunter）他出演:麻里梨夏、月宮こはる、佐野あい、成宮はるあ
- 疼く身体を持て余し凸してくるDQN団地妻たちに強制勃起させられちゃった俺（8月10日、アキノリ）共演:二宮和香、斉藤みゆ、葵千恵、若槻みづな、涼宮琴音、卯水咲流
- 旦那に隠れて意を決して買った電マで初オナニーにふける敏感なご無沙汰巨乳妻!何度もイキまくる姿を見た義父がまさかのフル勃起!憧れのデカ乳を激しく揺さぶりながら何度も中出し!（8月11日、V&R PRODUCE）他出演:桜井彩、日比乃さとみ、高城彩
- はだかの奥様（8月20日、KSB企画）
- 完全M男化入院生活 入院したら担当ナースが巨尻のドSでストレス発散の院内ペットに調教された僕。（9月7日、アキノリ）
- 『私みたいなおばさんが初めてで本当に後悔しない??』 『全然、後悔しないです』※即答 30歳を越えてもまだまだ性欲が衰えない私は旦那とは超セックスレス。でも私はエッチが本当に大好きで大好きでたまらないんです!! 誰でもいいからヤリタイ!! 私を女子と見てくれる人なら誰でも…。そして私を見て勃起してくれる人なら誰でも…。そんな思いで日々胸をあけてミニスカートを履いて機会を伺っていたら童貞君には刺激的だったみたいでフル勃起!! わたしみたいなおばさんに大興奮して『ヤリタイです』って言うから嬉しかったんだけど、さすがに始めては申し訳ないと思い『初めてが本当に私でいいの?』と言ったら即答で『ヤリたい!』というので興奮を抑えきれない私は悪いと思いつつも襲っちゃいました!しかも、何度も中に出させてあげちゃいました!（9月7日、Hunter）他出演:青山はな、天野弥生、今井ゆあ、真木今日子、中里美穂
- 友達の残念な弟が超どストライク! 2 「本当は未成年じゃないと愛せない!」そんなアラサーの私は、当然出会いがなくて超欲求不満の崖っぷち! しかし友人の残念な弟(童貞+待望の未成年)の存在を知り、訪ねてみたらビックリ!まさかのどストライク!急なモテ期に戸惑う友達の弟をよそに、もうなりふり構っていられない私は姉がいるにも関わらず弟クンを露骨な誘惑と濃厚ベロキスで発情させて、「もう無理」と言っても離さず何度も発射させました。（9月7日、Hunter）他出演:若槻みづな、西尾れむ、羽生ありさ、浜崎真緒
- 美人教師、発見! 欲求不満な巨乳先生。 長めで硬めが好きかもしれないです…。（9月13日、MARX）
- 父と娘の近親セックス 酒癖が悪く、親離れも出来ない私はいつもお父さんに迷惑を掛けています。そんなだからあの日も…。（10月1日、プラネットプラス）
- AV女優 裸コレクション 第六弾（11月10日、V&R PRODUCE）他出演:推川ゆうり、麻里梨夏、なつめ愛莉、河北はるな、笹倉杏、西尾れむ、紗々原ゆり、愛咲えな、八ッ橋さい子、成宮いろは、斉藤みゆ、卯水咲流、宮沢ゆかり、春原未来、芦名ユリア、神波多一花、日比乃さとみ、桃瀬ゆり、西園さくや
- 可愛い女子社員と相部屋宿泊 スーツを脱いだら綺麗なおっぱい!締まったくびれ!プリプリのお尻! 無防備に寝ている女と密室に二人きりで股間の疼きが止まらない! 2（11月16日、アキノリ）他出演:大槻ひびき、篠田ゆう
- ワキ臭くないですか? 小川桃果 舌もトロける芳醇な味わい (11月20日、レイディックス）
- 完全主観 罵倒地獄 パンチラ編（12月5日、フリーダム）他出演:神波多一花、心花ゆら、七海ゆあ、高城アミナ、生駒はるな、麻里ひなの、RISA、西条沙羅、あず希、宮崎あや、北川ゆず、二宮和香、北島玲、山本絋子、白桃心奈、美咲かんな、MIRANO、安野由美、早川瑞希、卯水咲流、浅田結梨、一条綺美香、紗々原ゆり、NAOMI、二階堂ゆり、柚木はるか、碧しの、栄川乃亜、若槻みづな、江上しほ、藤川れいな、斉藤みゆ
- 旦那が近所の奥さん達に寝取られ、私も近所の旦那に寝取られた一泊二日の温泉旅行 2（12月7日、アキノリ）他出演:河音くるみ、今井ゆあ、あやね遥菜、明海こう
- 「あっ!ナマで入っちゃった!」 凄テクオイル素股でチ○ポをマ○コに擦りつけてたら思わずフル勃起からの生挿入! 本番禁止のはずなのに生中出しSEXまでしちゃった5人の超敏感美巨乳デリヘル嬢（12月21日、グローリークエスト）他出演:波多野結衣、早川瀬里奈、今藤霧子、水城奈緒

2018年
- 生まれて初めての金蹴り 5 使い物にならなくなってもイイんですか?（1月5日、フリーダム）他出演:心花ゆら、菅野礼奈、北島玲、道重咲、安野由美、七海ゆあ、早川瑞希、坂本瑞希、ルロア・クララ、小鳥遊まゆ、柚木はるか、西条沙羅、RISA、一条綺美香、北川ゆず、宮崎あや、高城アミナ、高嶋碧、松井レナ、水谷杏、MIRANO、麻里ひなの、生駒はるな、舞島環、泉朱音、初音杏果、遠藤ゆうか、長谷川夏樹、IORI、柑南るか、斉藤みゆ、涼宮琴音、二宮和香、藤川れいな、山本絋子、白桃心奈、NAOMI、あず希、浅田結梨、栄川乃亜
- 裏女尻（1月13日、EROTICA）
- 染み出るおしっこオナニー 2（1月20日、レディックス）他出演:澁谷果歩、月野ゆりあ、若月まりあ、菅井はづき、玉城マイ
- 進学塾の美人講師の腋に発情してしまった俺 3（1月25日、アキノリ）他出演:明海こう、美咲かんな
- 完全主観 ニオイ足裏（3月5日、フリーダム）他出演:卯水咲流、RISA、七海ゆあ、宮崎あや、北川ゆず、MIRANO、安野由美、二階堂ゆり、生駒はるな、麻里ひなの、浅田結梨、西条沙羅、一条綺美香、柚木はるか、紗々原ゆり、NAOMI
- 普通の女の子が強制射精や連続ヌキに目覚めてドS化 友達同士の男女がド痴女プレイ体験 賞金が貰えるのは男女のうち1人だけ!男はイキ我慢すれば賞金!女は男をイカセる度に賞金アップ!!（3月21日、ROCKET）他出演:神宮寺ナオ、音無レナ
- TSFふたなりドクター抜刀小百合 〜ふたなり婦人科 秘密のカルテ〜（3月21日、ROCKET）共演:碧しの、堀越なぎさ、池上まひろ
- 朝ゴミ出しする近所のノーブラ奥さんとやっちゃった俺 10 SPECIAL（4月12日、アキノリ）他出演:枢木あおい、浅田結梨、早川瑞希、大槻ひびき、浜崎真緒
- 援交チャンねる（4月25日、レッド）※「由美」名義　他出演:加奈子、さえ子、奈々
- パリピ!NTR! ボクだけ短小包茎に彼女は憮然! 彼女の誕生パーティーで招待したデカチン18cmの親友に寝取られた 3 酔い潰れたボクが目を覚ますと彼女が招待した友人たちと楽しそうにSEXしていた話（5月25日、レッド）他出演:横山凛、市川つばさ、佐々木莉那
- 性欲暴走息子の標的はママ 引きこもりの息子と二人きり ●●君!やめて! 「ママみ～つけた♪」（6月7日、東京スペシャル）他出演:蓮実クレア、二階堂ゆり、青山はな、百合川さら、愛華みれい ほか
- 泥酔娘が彼氏と間違え父を襲う!成熟した娘のエロさに我慢できずにまさかの近親セックス!!（6月8日、UMANAMI）他出演:香川ゆの、笹倉杏、若菜奈央

### VR
- 僕だけの巨乳ママ♥（2017年4月26日、WAAPグループVR）

## 書籍

### 雑誌
- 週刊ポスト 2015年3月20日号（小学館） - グラビア「私、あの名門校の物理のセンセイだけど放課後に脱いじゃいました♥」
- 週刊ポスト 2015年4月10日号（小学館） - グラビ「すべてを魅せた物理のセンセイ」
- 週刊ポスト 2015年4月17日号（小学館）
- 週刊ポスト 2015年5月1日号（小学館） - グラビア「物理のセンセイ」
- 週刊ポスト 2015年5月8・15日号（小学館） - 袋とじ企画「動く物理のセンセイ、決死のAV撮影現場が観られます」
- FLASH 2015年6月2日号（光文社） - 袋とじ「物理のセンセイ・小川桃果 全裸授業」
- 週刊大衆 2015年6月22日号（双葉社） - グラビア「物理の美人女教師小川桃果「禁断の校内ヘア」撮った!」
- 週刊実話 2015年7月9日号（日本ジャーナル出版） - グラビア「イケない!桃果先生」
- 週刊実話 2016年2月25日号（日本ジャーナル出版）
- 週刊実話 2016年3月3日号（日本ジャーナル出版） - グラビア「エロスの万(マン)有引力」
- 週刊大衆 2016年10月24日号（双葉社）
- アサヒ芸能 2017年6月22日号（徳間書店） - 袋とじ企画「肩書きのあるAV女優」